# Amore gigante
Amore gigante è il ventesimo album in studio della cantante italiana Gianna Nannini, pubblicato il 27 ottobre 2017.

## Descrizione
La copertina dell'album è disponibile in vari colori tra cui rosso, fucsia (il colore standard, usato anche per la versione in digitale, deluxe, superdeluxe e in vinile, classico e picture disc, dell'album), giallo, ciano e verde.

## Tracce
1. Cinema – 3:20
2. Fenomenale – 3:25
3. Amore gigante – 2:55
4. Pensami – 3:10
5. Piccoli Particolari – 2:50
6. Filo Filo – 3:00
7. Tutta mia – 3:39
8. Non è vero – 3:15
9. Quasi quasi rimango – 3:20
10. Tutto quello che voglio – 3:06
11. Senza un'ala – 4:09
12. Una vita con te – 3:59
13. Sabbie mobili – 3:58
14. Cosa vuoi – 3:59
15. L'ultimo latin lover – 3:30

## Formazione
- Gianna Nannini – voce, tastiere (traccia 5)
- Alex Alessandroni Jr. – tastiere e pianoforte (tracce 1-3)
- Will Malone – tastiere (tracce 4-6, 12) e pianoforte (traccia 9)
- Peter Gordeno – pianoforte (traccia 13) e Fender Rhodes (traccia 10)
- Will Medini – tastiere (traccia 15)
- Michele Canova Iorfida – sintetizzatore, sintetizzatore modulare, programmazione (tracce 1-3)
- Caesar Edmunds – sintetizzatore (tracce 4-6, 10, 12-13), chitarra (traccia 7), basso (tracce 7, 10), batteria (tracce 4, 6, 10, 12), percussioni (tracce 5, 7, 10, 12)
- Tim Pierce – chitarre (tracce 1-3)
- Claudio Guidetti – chitarre (traccia 15)
- Davide Tagliapietra – chitarra acustica (tracce 4, 6, 10, 15), chitarra elettrica (tracce 4-7, 10, 12, 15), chitarra (traccia 13)
- Raffaele Stefani – chitarra elettrica (traccia 5)
- Alan Moulder – chitarra (traccia 6), percussioni (traccia 6), mellotron (traccia 10), sintetizzatore (tracce 7, 12-13)
- Francis Hylton – basso (tracce 4-7, 9, 12)
- Daniel Weber – basso (traccia 15)
- Emiliano Bassi – batteria (tracce 4-5, 7)
- Moritz Müller – batteria (traccia 15)
- The London Session Orchestra – archi (tracce 5-7, 9-10)
- Perry Montague-Mason – violino (tracce 5-6, 10, 12)
- Linda Rusca – viola (traccia 14)
- Caroline Dale – violoncello (traccia 13)
- Mattia Boschi – violoncello (traccia 14)
- Mary Scully – contrabbasso (traccia 13)
- Gianluigi Fazio, Isabella Casucci, Roberta Granà – cori (tracce 4-5)

## Classifiche
| Classifica (2017) | Posizione massima |
| ----------------- | ----------------- |
| Austria           | 63                |
| Italia            | 2                 |
| Svizzera          | 14                |

### Classifiche di fine anno
| Classifica (2017) | Posizione |
| ----------------- | --------- |
| Italia            | 64        |